# Thor (film)
 For alternative betydninger, se Thor (flertydig). (Se også artikler, som begynder med Thor)
Thor er en amerikansk superheltefilm fra 2011 baseret på tegneseriekarakteren af samme navn. Thor er udgivet af Marvel Comics og er den fjerde film udgivet i Marvel Cinematic Universe. Filmen blev udgivet den 21. april 2011 i Australien og den 28. april i Danmark. Thor blev også udgivet i 3-D og IMAX 3D.
Hovedrollerne spilles af Chris Hemsworth, Natalie Portman, Tom Hiddleston, Anthony Hopkins, og Stellan Skarsgård. Kenneth Branagh er instruktør og manuskriptet er skrevet af Ashley Edward Miller, Zack Stentz og Don Payne.
Filmatiseringen af Thor var i "udviklingshelvede" over flere år, før Marvel Studios i 2006 gav grønt lys til, at Protosevich kunne skrive sit manuskript. Matthew Vaughn skulle oprindeligt have instrueret filmen i slutningen af 2008, og filmen skulle have været udgivet i 2010. Branagh erstattede Vaughn i slutningen af 2008, og filmens udgivelse blev udskudt til 2011. Hovedpersonerne blev skabt i 2009, og de vigtigste optagelser fandt sted fra januar til maj 2010.

## Handling
I år 970 fører Odin (Anthony Hopkins), konge af Asgård, krig mod Frostjætterne fra Jotunheim og deres leder Laufey (Colm Feore) for at forhindre dem i at erobre De Ni Riger, begyndende med Jorden. Asgårds krigere besejrer Frostjætterne og beslaglægger kilden til deres magt, Casket of Ancient Winters. År senere forbereder Odins søn Thor (Chris Hemsworth) sig på at bestige tronen i Asgård som konge, men bliver afbrudt under ceremonien, da Frostjætterne forsøger på at hente skrinet tilbage. Mod Odins ordre rejser Thor til Jotunheim for at konfrontere Laufey, ledsaget af sin bror Loki (Tom Hiddleston), barndomsvennen Sif (Jaimie Alexander) og de tre krigere: Volstagg (Ray Stevenson), Fandral (Joshua Dallas) og Hogun (Tadanobu Asano). En kamp ensues, der tvinger Odin til at gribe ind og redde deres liv, hvilket ødelægger den skrøbelige våbenhvile mellem de to racer. For sin arrogance fratager Odin, Thors hans guddommelige magt og forviser ham til Jorden, ledsaget af sin hammer – og kilden til hans magt – Mjølner, nu beskyttet af en magi til kun at tillade værdig til at kunne svinge den.
Thor ankommer til New Mexicos ørken i vores tid og bliver fundet af forskeren Jane Forster (Natalie Portman) og hendes lille hold bestående af assistenten Darcy Lewis (Kat Dennings) og mentoren Dr. Erik Selvig (Stellan Skarsgård), der følger himmelhændelser. Mens Thor selv langsomt indser, hvad der er sket med ham, lander hans legendariske hammer Mjølner i nærheden og bliver straks konfiskeret af agent Phil Coulson (Clark Gregg) og S.H.I.E.L.D.-organisationen, som arbejder på at bevare verdensfreden med så avancerede midler som muligt. Coulsons magt køber Jane's data om ormehullet, som leverede Thor til jorden. Thor, der opdager placeringen af Mjølner, angriber SHIELD-organisationen med muligheden for at hente den tilbage, blot for at finde ude af at han ikke er i stand til at løfte den, og bliver taget til fange af SHIELD. Han bliver til sidst befriet og fratræder sig i eksil på Jorden, hvor han udvikler en romance med Jane.
I mellemtiden, opdager Loki, at han er Laufey's søn og blev adopteret af Odin efter krigen sluttede. Da Odin bliver ramt af stress, falder han ind i Odinsøvnen – en lang periode med dyb søvn til at restituere – Loki overtager tronen og tilbyder Laufey chancen for at dræbe Odin samt at hente kisten tilbage. Sif og de 3 krigere er utilfreds med Loki's herskerskab og forsøge at finde en måde at afslutte Thor's eksil på ved at overtale Heimdal (Idris Elba), vogteren af Bifrostbroen – muligheden for at rejse mellem verdener – til at give dem mulighed for at tage til Jorden. Bevidst om deres plan, sender Loki The Destroyer, en kæmpe tilsyneladende uovervindelig, metallisk rustning, til at forfølge dem og dræbe Thor. Sif og de 3 krigere finder Thor, men bliver angrebet og overvundet af the Destroyer, hvilket tvinger Thor til at ofre sig selv for at redde dem og Jane. Herved viser han sig værdig til at svinge Mjølner, og hammeren vender tilbage til ham og genopretter hans magt og gør det muligt for ham at besejre the Destroyer, før han forbereder sig på at vende tilbage til Asgård og konfrontere Loki.
I Asgård forråder og dræber Loke Laufey, og afslører sin sande plan om at bruge deres forsøg på tage Odins liv som en undskyldning for at ødelægge Jotunheim med Bifrostbroen og bevise sig selv værdig for Odin. Thor ankommer og kæmper mod sin bror før han ødelægger Bifrostbroen for at stoppe hans plan, hvilket strander dem i Asgård. Odin vågner og forhindrer brødrene i at falde i afgrunden skabt i enden af Bifrostbroens ødelæggelse, mens Loke, i troen om at han har fejlet Odin, lader sig falde til sin død. Thor indrømmer overfor Odin, at han ikke er klar til at blive konge, mens Jane og hendes hold på Jorden søger efter en måde på at åbne en portal til Asgård, så Jane kan blive genforenet med Thor.
I en scene efter rulleteksterne er Dr. Selvig taget til et SHIELD-anlæg, hvor han møder Nick Fury (Samuel L. Jackson). Fury beder Selvig om at studere den nyligt opdagede Cosmic cube, som er i besiddelse af en umådelig magt, som Selvig er enig med. Det bliver afsløret, at Selvig er under kontrol af Loki, der er blevet transporteret til Jorden.

## Medvirkende
- Chris Hemsworth som Thor
- Natalie Portman som Jane Foster
- Tom Hiddleston som Loki
- Anthony Hopkins som Odin
- Stellan Skarsgård som Erik Selvig
- Kat Dennings som Darcy Lewis
- Clark Gregg som Phil Coulson
- Idris Elba som  Heimdall
- Colm Feore som Laufey
- Ray Stevenson som Volstagg
- Tadanobu Asano som Hogun
- Joshua Dallas som Fandral
- Jaimie Alexander som  Sif
- Rene Russo som  Frigga
- Jeremy Renner som  Clint Barton/Hawkeye
- Samuel L. Jackson som Nick Fury